# Ликани
Лика́ни (груз. ლიკანი) — посёлок в Грузии, расположенный на западной окраине города Боржоми в Боржомском ущелье, расположенное в 160 км к западу от Тбилиси, столицы Грузии. Ликани находится и является одним из популярных горных курортов.
Зима мягкая и не очень снежная, со средней температурой от −2,0 °C, лето теплое, средняя температура 20-25 °C. Парк Ликани, широко используются в качестве рекреационной зоны, преобладают дубы и хвойные деревья и хосты минеральных источников близких по составу к «Боржоми».
В Ликани расположено несколько важных исторических объектов, среди которых трехнефная базилика (VIII—IX век) и дворец Романовых (1892—1895). Его архитектором является Леонтий Николаевич Бенуа. Дворец построен на берегу реки Кура и изначально задумывался как загородный дворец великого князя Николая Михайловича.
В советское время резиденция Ликани перешла в собственность государства, и в ней часто отдыхали первые лица советского государства, в том числе Иосиф Сталин.
В независимой Грузии дворец функционирует как летняя резиденция президента Грузии. С 2016 года музей.